# Колец
Колец е село в Южна България. То се намира в община Минерални бани, област Хасково.